# Donald-Olivier Sié
Donald-Olivier Sié (* 3. duben 1970) je bývalý fotbalový útočník z Pobřeží slonoviny.

## Reprezentace
Donald-Olivier Sié v reprezentaci působil v letech 1990-2000 a odehrál 45 reprezentačních utkání, v nichž vstřelil 6 branek. S národním týmem vyhrál mistrovství Afriky (Africký pohár národů) roku 1992.

## Statistiky
| Pobřeží slonoviny | Pobřeží slonoviny | Pobřeží slonoviny |
| Roky              | Záp.              | Góly              |
| ----------------- | ----------------- | ----------------- |
| 1990              | 1                 | 1                 |
| 1991              | 2                 | 1                 |
| 1992              | 5                 | 2                 |
| 1993              | 6                 | 0                 |
| 1994              | 9                 | 1                 |
| 1995              | 2                 | 0                 |
| 1996              | 3                 | 0                 |
| 1997              | 1                 | 0                 |
| 1998              | 6                 | 0                 |
| 1999              | 3                 | 0                 |
| 2000              | 4                 | 1                 |
| Celkem            | 42                | 6                 |